# Kompanie zaopatrzenia
Kompania zaopatrzenia (kzaop) – pododdział logistyczny różnych rodzajów sił zbrojnych; jest przeznaczony realizacji zadań zabezpieczenia materiałowego.

## Kompanie zaopatrzenia w SZ RP
Kompania zaopatrzenia batalionu logistycznego brygady przeznaczona jest do gromadzenia, przewożenia oraz dostarczania do pododdziałów walczących środków bojowych i materiałowych. Na bazie kompanii tworzy się brygadowy punkt zaopatrywania (BPZ) oraz wydziela się czołówki materiałowe.

### Struktura i wyposażenie w 2017
- dowództwo kompanii[2][a]
- załoga wozu dowodzenia
- dwa plutony zaopatrzenia[b]
- dwa plutony zabezpieczenia

| Wyszczególnienie                    | BZ | BKPanc |
| ----------------------------------- | -- | ------ |
| Samochód ciężarowo-terenowy         | 51 | 57     |
| Samochód dużej ładowności           | 4  | 3      |
| Samochód średniej ładowności        | 27 | 27     |
| Samochód osobowo-terenowy           | 2  | 2      |
| Przyczepa średniej ładowności       | 12 | 21     |
| Przyczepa dużej ładowności          | 2  | 3      |
| Podnośnik widłowy terenowy          | 4  | 2      |
| Warsztat obsługi pojazdów WOP       | 1  | 1      |
| Cysterna paliwowa dystrybutor 4,5m³ | 10 | 10     |
| Cysterna paliwowa dystrybutor 7,5m³ | 1  | 2      |
| Cysterna paliwowa dystrybutor 11m³  | 9  | 10     |
| Cysterna na wodę 3000 l             | 16 | 14     |
| Cysterna T.CW-10                    | 2  | 1      |
| Kuchnia KPŻ-170                     | 3  | 2      |
| Chłodnia na samochodzie             | 5  | 2      |
| Ciastownia na samochodzie           | 1  |        |
| Piec piekarski na przyczepie        | 1  |        |
| Pralnia wodna na samochodzie        | 1  | 1      |
| Łaźnia polowa na samochodzie        | 2  | 2      |
| Elektrownia EO-1                    | 1  | 1      |
| Zestaw studzienno-wiertniczy ZSW-15 | 1  | 1      |